# Big Guns (film, 1987)
Pour les articles homonymes, voir Big Guns.
Pour plus de détails, voir Fiche technique et Distribution.
Big Guns est un film pornographique américain réalisé par William Higgins et sorti en 1987. Il est considéré comme un classique du genre.

## Synopsis
Le film montre les aventures sexuelles de quelques lieutenants de la United States Navy et de leurs amis.
Winter
Mike Henson se lève, et voyant qu'il fait trop froid, reste chez lui et se masturbe.
Summer
Le livreur de journaux de Mike, Kevin Wiles, lui raconte qu'il a rencontré le comptable de son père, Chad Douglas. Ce dernier ne l'a laissé ni indifférent, ni indemne. 
The Big Bang
Chris Gray découvre un pistolet sous l'oreiller de John Davenport. Ce dernier lui donne des leçons de tir qui finissent dans sa chambre.
Palm Springs Massage
Au bord de la piscine de leur hôtel, Mike Henson et John Davenport voient passer un jeune homme, Kevin Williams. Mike Henson parie qu'il peut arriver à ses fins avec lui, et John Davenport lui demande en plus de se filmer pour les observer en temps réel depuis sa chambre. Mike Henson se fait passer auprès de Kevin Williams pour un masseur de l'hôtel.
Big Guns - Palm Springs
Mike Henson guide ses amis Jeff Boote et Mike Ryan à son hôtel. Après avoir pris un bain, les trois jeunes militaires s'amusent à lutter sur le lit.
Officer and a Gentleman
Lors d'une soirée, Jeff Quinn est repoussé par une femme à qui il a mis la main aux fesses. Son ami John Rocklin se met en devoir de le consoler.

## Fiche technique
- Titre original : Big Guns
- Réalisation : William Higgins
- Scénario : William Higgins
- Photographie : William Higgins
- Montage : Marc Frederics, Mark Steele, Chet Thomas
- Musique : Costello Presley
- Producteur :
- Société de production : Laguna Pacific
- Sociétés de distribution : Catalina Video
- Langues : anglais
- Format : Couleur - Format d'image
- Genre : Film pornographique
- Durée : 105 minutes
- Dates de sortie : 1987  États-Unis

## Distribution
- Mike Henson : un lieutenant de l'US Navy
- Kevin Wiles : le livreur de journaux
- Chad Douglas : le comptable
- Chris Gray : un ami
- John Davenport : un lieutenant de l'US Navy
- Kevin Williams : jeune homme à l'hôtel
- Jeff Boote : un ami de la base
- Mike Ryan : un ami de la base
- John Rocklin : un lieutenant de l'US Navy
- Jeff Quinn : un lieutenant de l'US Navy
- Rocky Armano : un proche de l'amiral

## Suites
La vidéo se termine sur un cliffhanger : lors d'un exercice de simulation au paintball, trois militaires décident que le perdant serait déshabillé et attaché par les mains au bout d'une corde. La scène est reprise en ouverture de la vidéo Hot Rods: The Young and the Hung 2 du même réalisateur, avec plusieurs des mêmes acteurs.
Une vidéo intitulée Big Guns 2 est produite par William Higgins en 1999, mais elle est réalisée par Josh Eliot. Elle est étudiée dans un article universitaire.

## Récompenses
- Grabby Awards 2003 : Meilleure vidéo classique (avec Big Guns 2)[5]
- Grabby Awards 2006 : Meilleure vidéo classique (pour la restauration de sa fin originale)[6]